# Adelpha serpa
Adelpha serpa is een vlinder uit de onderfamilie Limenitidinae van de familie Nymphalidae. De wetenschappelijke naam van de soort werd als Heterochroa serpa in 1836 gepubliceerd door Jean Baptiste Boisduval.